# Crucible (album, Halford)
Crucible je druhé studiové album metalové skupiny Halford, vydané 25. června 2002 vydavatelstvím Metal God Entertainment. Na rozdíl od předchozího debutového alba Resurrection je album „tvrdší, temnější a náladovější". Záměrná snaha alba byla odklon od klasického heavy metalu.

## Seznam skladeb
| Pořadí         | Název                       | Autor                                                                  | Délka |
| -------------- | --------------------------- | ---------------------------------------------------------------------- | ----- |
| 1.             | Park Manor (instrumentální) | Rob Halford, Roy Z, John Baxter                                        | 1:11  |
| 2.             | Crucible                    | Halford, Roy                                                           | 4:26  |
| 3.             | One Will                    | Halford, Roy, Baxter, Patrick Lachman, Mike Chlasciak, Bobby Jarzombek | 3:32  |
| 4.             | Betrayal                    | Halford, Lachman, Ray Riendeau                                         | 3:04  |
| 5.             | Handing Out Ballets         | Halford, Lachman, Jarzombek                                            | 3:16  |
| 6.             | Hearts of Darkness          | Halford, Roy, Baxter                                                   | 3:48  |
| 7.             | Crystal                     | Halford, Roy, Baxter                                                   | 4:37  |
| 8.             | Heretic                     | Halford, Chlasciak                                                     | 3:49  |
| 9.             | Golgotha                    | Halford, Lachman, Chlasciak, Baxter                                    | 4:20  |
| 10.            | Wrath of God                | Halford, Lachman, Chlasciak, Jarzombek                                 | 3:11  |
| 11.            | Weaving Sorrow              | Halford, Lachman, Baxter                                               | 3:28  |
| 12.            | Sun                         | Halford, Roy, Baxter                                                   | 3:48  |
| 13.            | Trail of Tears              | Halford, Lachman, Roy, Chlasciak, Riendeau, Jarzombek, Baxter          | 5:56  |
| Celková délka: | Celková délka:              | Celková délka:                                                         | 56:33 |

## Obsazení

### Halford
- Rob Halford – zpěv
- Mike Chasciak – kytary
- Bobby Jarzombek – bicí
- Ray Riendeau – baskytara
- Patrick Lachman – kytary

### Hostující
- Roy Z – kytary